# جون بارك (رجل أعمال)
جون بارك (بالإنجليزية: John Park)‏ هو شخصية أعمال أمريكي، ولد في 1775، وتوفي في 1852.